# Saverio Mercadante
Giuseppe Saverio Raffaele Mercadante (ur. 16 września 1795 w Altamurze koło Bari, zm. 17 grudnia 1870 w Neapolu) – włoski kompozytor epoki klasycyzmu i wczesnego romantyzmu.
Od 1808 studiował muzykę (wiolonczela, teoria i kompozycja) w Konserwatorium w Neapolu.
Po skomponowaniu dwóch symfonii wysoko ocenionych przez Rossiniego oraz trzech baletów dla Teatro San Carlo, w 1819 zadebiutował operą Apoteoza Herkulesa, po której wystawił kilkanaście następnych w Rzymie, Bolonii, Mediolanie, Turynie oraz Madrycie, Lizbonie i Wiedniu.
W sumie wystawił ok. 60 oper, które stanowią fundament jego dorobku.
 
Od 1830 do 1840 był koncertmistrzem katedry w Novarze, a od 1840 aż do śmierci dyrektorem konserwatorium w Neapolu.
Stosunkowo słabo dziś znana twórczość operowa Mercadantego jest ważnym ogniwem w łańcuchu transformacji opery włoskiej między Rossinim a Verdim, natomiast twórczość operowa Verdiego, a potem Pucciniego, całkowicie usunęła w cień jego opery.
Wykonawcom i melomanom przypadły do gustu 3 koncerty fletowe (D-dur, e-moll i E-dur), z których e-moll jest jednym z najczęściej wykonywanych utworów wczesnoromantycznych na flet z towarzyszeniem orkiestry.